# Đánh giá chuyên môn dành cho Dáng hình thanh âm
Dưới đây là những nhận xét, đánh giá từ giới chuyên môn (hay giới phê bình) dành cho Dáng hình thanh âm, một bộ phim điện ảnh hoạt hình Nhật Bản năm 2016 của xưởng phim Kyōto Animation. Các nhận xét, đánh giá dưới đây được chia theo từng khu vực.

## Nội địa
Đạo diễn Shinkai Makoto đã gọi Dáng hình thanh âm là một "tác phẩm tuyệt vời" đồng thời cũng là một "sản phẩm xuất chúng và đẹp đẽ" mà chính ông cũng không thể bắt chước được.  Chủ tịch Toho là Shimatani Yoshishige đã nhận xét về thành công của Your Name – Tên cậu là gì?, Dáng hình thanh âm và Góc khuất của thế giới khi nói rằng "đây là một năm mà chúng ta nhìn thấy sự xuất hiện của một thế hệ hoạt hình mới". Tomomi Katsuta trên Mainichi Shimbun đánh giá "với sự cường điệu và giản lược độc đáo của anime, thể hiện sinh động sự thay đổi của người bạn cùng lớp thân thiết Ishida và sự sụp đổ của Nishimiya. Không ai trong tuyến nhân vật là hoàn hảo và không phải lúc nào họ cũng dễ mến. Không hề có đối xử đặc biệt nào dành cho người khuyết tật, không níu kéo cảm thông. Nó phác họa trần trụi ý định thực sự và hiện thực bủa vây học sinh trung học. Một bi kịch lớn đang chờ ở phần kết, nhưng cuối cùng cậu bé bằng cách nào đó đã nhìn thấy phía trước. Nó thực tế hơn rất nhiều so với một bộ phim người đóng chỉ đẹp đơn thuần. Hoạt hình Nhật Bản cuối cùng cũng rời khỏi địa hạt dành cho trẻ em, đạt đến cách diễn tả độc đáo. Cả tâm ý và cấp độ đều cao". Sankei Shimbun đánh giá phim 5/5 sao khi ca ngợi "tác họa đẹp và nhân vật dễ thương, câu hỏi căn nguyên 'giao tiếp giữa con người là gì?' được tìm kiếm xuyên suốt từ đầu đến cuối. Phác họa tâm lý chân thật phi thường, một số phân cảnh khiến trái tim dường như tan nát khi xem. Mặt khác, nguồn cội tác phẩm là 'sự quý giá của việc sống vì người khác' và 'tầm quan trọng của việc yêu thương những người không thích bạn'". Tại Liên hoan Nghệ thuật truyền thông Nhật Bản lần thứ 20, ban giám khảo nhận xét "họ đã tạo ra một tác phẩm hoạt hình huyền diệu, trong đó các kỹ thuật về diễn đạt mà họ đã áp dụng rất tốt cho một câu chuyện giải quyết những khó khăn khi thiếu niên phải đối mặt trong giao tiếp với người khác cũng như các vấn đề phức tạp như bắt nạt".

## Quốc tế

### Châu Á

#### Hàn Quốc
Nhà phê bình phim Lee Dong-Jin trên Daum chấm bộ phim 4/5 sao và bình luận "có lẽ Shoko và Shoya giống như hiện thân của ánh sáng và bóng tối, nước với lửa cắt ngang qua nhau trong bộ phim. Câu chuyện về sự giải thoát lẫn nhau này là câu chuyện về một ai đó cuối cùng đã nhận ra rằng họ đang sống với sức mạnh của chính bản thân họ. Dẫu còn nhiều hối tiếc nhưng chúng ta cần phải tiếp tục sống để hoàn thành và sửa chữa nó". Kim Hyo Eun của JoongAng Ilbo dành cho bộ phim số điểm 4/5 sao và nhận xét "quá trình hòa giải với chính mình cũng như với những người khác tạo nên ấn tượng rất sâu sắc khi tuyến nhân vật mất đi ý nghĩa cuộc sống và học cách gắn kết lại với nhau. Tôi cũng muốn ca ngợi góc nhìn thận trọng của bộ phim khi sự nồng ấm luôn bao quanh mọi người. Lũ trẻ trở nên trưởng thành hơn khi học về tình yêu và lòng khoan dung. Đây là câu chuyện của tất cả chúng ta trong những ngày tháng đó". Kwon Nam-young trên Kukmin Ilbo phân tích "một câu chuyện trưởng thành về một cậu bé và một cô gái, hai con người không hoàn hảo. Nó có thể là một cái điều gì đó lúng túng nếu bạn mong chờ một chuyện tình cảm động giản đơn. Nhưng bộ phim này đã không cho thấy sự tuyệt vọng. Quá trình thấu hiểu và tinh thần hợp tác giữa những con người sống trong nỗi phiền muộn đưa đến một cảm xúc bị rối tung". Roh Jihyeon trên PPSS tán dương "Dáng hình thanh âm là một phim hoạt hình mà tất cả mọi người đều có thể chạm tới bất chấp khoảng cách giữa các thế hệ hay vấn đề giới tính". Yun Sang Min của News Culture đánh giá "tông nền của bản vẽ và thiên nhiên căng tràn sức sống tương phản với sức nặng về chủ đề tình bạn, bạo lực, sự giao tiếp và giữ cho đôi mắt hướng lên màn ảnh luôn hòa hợp nhất quán. Nếu như bạn đánh mất đi mối quan hệ hiện tại của bản thân thì hãy đi đến rạp. Hy vọng thanh âm của Shoko có thể chạm tới bạn". Nhà phê bình phim Song Hyo Jung của Cine 21 phân tích "bộ phim bác bỏ góc nhìn một người là nạn nhân lớn nhất và một ai khác là thủ phạm sau tất cả". Munhwa Ilbo chấm bộ phim 8/10 và miêu tả "Dáng hình thanh âm đã có góc nhìn kín đáo về bạo lực học đường đối với những học sinh khuyết tật.[...] Và hàn gắn lại những vết thương qua việc trao đổi chân thành, sự thấu cảm và cách cư xử". Kim Min-ji trên MBC chấm bộ phim 3/4 sao và đưa ra quan điểm "hai nhân vật chính - những người đã từng chỉ nhìn vào cái chết - đã thay đổi cuộc đời của nhau, mối quan hệ và những cảm giác của từng người và giữa con người với nhau".

#### Đông Nam Á
Soh Joanne của The New Paper chấm Dáng hình thanh âm 4/5 sao đồng thời ca ngợi "chỉ với hoạt họa, bộ phim đã đối phó được với những vấn đề nặng nề một cách thanh lịch và hấp dẫn". McNally Iain trên The Hyped Geek chấm bộ phim 4,5/5 sao cùng lời tán dương "cốt truyện có vẻ nghe giống như một ngàn bộ phim chính kịch học đường khác nhưng với diễn xuất nhân vật mạnh mẽ và cách bác bỏ đi những giải pháp tiếp cận vấn đề dễ dãi, cùng sự dồi dào từ những vòng xoắn bất ngờ đã nâng tầm bộ phim vượt xa tất cả". Teh Tony trên Colourless Opinions dành cho bộ phim 4,5/5 sao với lời tổng kết "Dáng hình thanh âm rất hấp dẫn, chân thành và trên tất cả những điều đó, nó mang đến những thông điệp quan trọng". Damar Paskalis trên SINEKDOKS chấm bộ phim 3/4 sao và miêu tả "Dáng hình thanh âm có vẻ khiêm nhường khi so với cuộc phiêu lưu Your Name – Tên cậu là gì? của Shinkai Makoto hay các phim Ghibli, nhưng sự khiêm nhường của phim thực sự làm lên tính chọn lọc. Chính kịch mãnh liệt-chậm rãi đắng cay ngọt bùi của tác phẩm về tình bạn cùng sự công nhận đã vượt xa và gối lên những hiệu ứng hình ảnh, đó là phần tốt nhất của phim". Kotzathanasis Panos trên Asian Movie Pulse khẳng định "Dáng hình thanh âm đã chứng minh rằng 2016 là một năm tuyệt vời của anime Nhật Bản" và nhận xét "một số tuyến nhân vật rất thú vị, các bình luận xã hội thấu đáo và tính chất nghệ thuật từ đội ngũ kỹ thuật, dường như 'Dáng hình thanh âm' là một kiệt tác anime rõ ràng".
Ân Nguyễn trên VnExpress miêu tả "tác phẩm phản ánh sự hoang mang, muốn tìm hiểu bản thân của những người ở mốc lưng chừng giữa trẻ con và người lớn". Thùy Linh trên Thanh Niên khẳng định"sau thành công của 'bom tấn' hoạt hình Nhật Bản Your Name – Tên cậu là gì? thì Dáng hình thanh âm chính là lựa chọn tiếp theo để khán giả Việt có cái nhìn khác hơn về phim hoạt hình Nhật". Trên tờ Infonet thuộc VietNamNet, Cao Trà nhận xét "tác phẩm tập trung mô tả những rung cảm thông qua sự giao tiếp không lời, giữa một người mặc cảm vì tội lỗi và một người mặc cảm vì khiếm khuyết,[...] đôi khi thanh âm cũng có những hình dạng rất riêng mà ta có thể chạm vào thay vì nghe thấy".

### Ngoài châu Á

#### Âu–Mỹ
Solomon Charles của Los Angeles Times viết"sự trung thực xuyên thấu của nó đưa đến một phản chiếu mạnh mẽ đối với những suy nghĩ ngớ ngẩn rằng tất cả đều là bạn và cùng nhau hát một bài nhạc trong Pony bé nhỏ – Tình bạn diệu kỳ, Đội quân cảm xúc hay những bộ phim hoạt hình gần đây của người Mỹ". Moore Michael trên The Verge nói rằng"Dáng hình thanh âm không nhất thiết phải trở thành một bộ phim hoạt hình. Nhưng những người sáng tạo của xưởng phim Kyōto Animation lại có thể đưa rất nhiều sức diễn cảm vào bên trong các nhân vật, nó truyền đạt rất nhiều thứ mà họ cảm thấy không ngôn từ nào có thể lột tả". Bradshaw Peter trên The Guardian đánh giá bộ phim 4/5 sao cùng với nhận xét"một câu chuyện về những hành động sai trái, sự chuộc lỗi, đồng thời sự lãng mạn [trong phim] là tinh tế và khơi gợi nhiều xúc cảm". Cũng trên The Guardian thì Ide Wendy chấm điểm 3/5 sao và miêu tả"bộ phim có một sức hút hấp dẫn, đắm mình nhiều cảm xúc bị ghì chặt". Collin Robbie đánh giá trên tờ The Daily Telegraph với số điểm 4/5 sao,"cùng với Shinkai Makoto, Hosoda Mamoru, Studio Ponoc thì Dáng hình thanh âm đã đưa cho những người phương Tây một cái tên khác là Yamada Naoko vào danh sách phải xem của họ.[...] Yamada đã tạo nên một góc nhìn đầy tương phản giữa mặc cảm đau đớn nơi học đường với sự ngây thơ tinh khiết trong những thời khắc thực sự giá trị: những cuộc hội thoại im lặng trên cây cầu vào mùa xuân, một chuyến đi tàu lượn cùng nhau trên bầu trời màu xanh trống rỗng".
Johnston Emma trên Total Film dành cho bộ phim điểm số 4/5 sao cùng với nhận xét"thưởng thức phần cảm xúc cao trào và tính kịch của thời thanh xuân với ánh mắt xét đoán, nó là một lời nhắc nhở rằng những ngày tháng học đường luôn là tuyệt nhất". Johnston Trevor của Radio Times cũng chấm bộ phim 4/5 sao với lời tổng kết"một thế giới tách biệt so với hầu hết hoạt hình Hollywood được định hướng theo chủ đề gia đình[...] nhưng điều thực sự làm cho bộ phim nổi bật chính là hướng thể hiện từ nữ đạo diễn Yamada Naoko với đầy những vòng quay bất ngờ và các hình ảnh chân thành, gợi mở ra một cách nhìn mới về thế giới". Ryan Baldock Luke trên The Hollywood News miêu tả Dáng hình thanh âm là"mạnh mẽ, cảm xúc và thể hiện tuyệt hay", đồng thời dành cho bộ phim điểm số tuyệt đối 5/5 sao. Johnston Trevor của Time Out chấm bộ phim 4/5 sao cùng nhận định"hướng đi sáng tạo của Yamada đã cho thấy một nhà làm phim với một cách nhìn đặc biệt về thế giới, tiếp bước theo những tài năng Nhật Bản phá cách khác giống như Ozu Yasujirō, Kitano Takeshi và Miyazaki Hayao. Vâng, cô ấy tuyệt như vậy đấy". Harley Kevin trên The List chấm phim 4/5 sao và khẳng định"Dáng hình thanh âm tạo nên tác phẩm cảm động và đẹp đẽ về những bất ổn xúc cảm của tuổi vị thành niên". Leader Michael của tạp chí Little White Lies nhận xét bộ phim"sáng tạo, bất ổn, hay bối rối nhưng cũng tràn đầy cảm xúc"cùng với đánh giá 4/5 sao.
Trên trang HeyUGuys, Daniels-Moss Gloria chấm bộ phim 4/5 sao và kết luận"hãy chuẩn bị cho điều giúp dịch chuyển bạn theo những cách mà bạn chưa từng chuẩn bị khi ngồi trong rạp". Higgins John của tạp chí Starburst dành số điểm 9/10 cho bộ phim kèm lời bình"Dáng hình thanh âm là một câu chuyện ngụ ngôn trưởng thành hết sức cảm động và hấp dẫn, bộ phim cần được mọi người nhìn nhận như là một ví dụ của những thách thức cùng nhiều mối lo ngại về nạn bắt nạt cũng như những người khuyết tật chịu thua thiệt trên thế giới". Hunter Allan trên Daily Express chấm bộ phim 3/5 sao với nhận định"Dáng hình thanh âm dài và uốn khúc theo các tiêu chuẩn hoạt họa nhưng cũng gần gũi trong cách nó giải quyết những vấn đề lớn". Marsh James trên South China Morning Post đánh giá phim 4/5 sao kèm lời tổng kết"Dáng hình thanh âm vang lên như một miêu tả chính xác về tuổi trẻ nhiều tổn thương cùng những biến động lạ thường thời niên thiếu". Schley Matt của Otaku USA miêu tả Dáng hình thanh âm là"dáng hình của sự thấu cảm", đồng thời"nắm lấy những câu hỏi chân thành mà không mang cảm giác quá cường điệu hoặc giống như một bộ phim 'thông điệp'". Joyce Michael trên Eastern Daily Press bình luận"phim của Yamada Naoko cảm động, duyên dáng và đẹp đẽ đầy sức sống nhưng nó cũng là một thế giới được cư ngụ hoàn toàn bằng những đứa trẻ lớn quá nhanh". Nhà phê bình phim Lee Maggie trên tạp chí Variety nhận xét"tính phi thực của hoạt họa làm cho nó trở thành một phương tiện lý tưởng để truyền đạt theo thuyết duy cảm và đôi khi là những trải nghiệm khiếp sợ trong quá trình trưởng thành.[...] Tựa đề tiếng Nhật có nghĩa là The Shape of Voice [Dáng hình thanh âm]' đã phản chiếu lên chủ đề trung tâm mà trong đó sự giao thiệp và kết nối có thể đưa đến rất nhiều dáng hình".
Power Kit từ The London Economic khen ngợi"Dáng hình thanh âm tuy có thể không có phần hoạt họa đẹp hoặc khéo léo như các tác phẩm của Studio Ghibli nhưng bộ phim đã đề cập đến những chủ đề quan trọng và thường bị bỏ qua theo một cách chân thành, đầy nghiêm túc". Wong Andrew trên The Mancunion chấm bộ phim 4/5 sao cùng lời bình"Dáng hình thanh âm là một câu chuyện trưởng thành để khám phá ra chính trị thiếu niên phức tạp, giúp thúc đẩy mở rộng phần cốt truyện của bộ phim. Yamada đã tạo nên một góc nhìn đầy tương phản giữa mặc cảm đau đớn nơi học đường với sự ngây thơ tinh khiết trong những thời khắc thực sự giá trị". Mintzer Jordan của The Hollywood Reporter đánh giá bộ phim là"nơi đạo diễn Yamada vượt trội trong cách miêu tả thế giới nội tâm của hai nhân vật chính, dành sự chú tỉ mỉ đến từng chi tiết, dù là hiệu ứng hình ảnh hay âm thanh, dường như đặt ra một khoảng không ngăn cách bất biến giữa Shoya và Shoko". Fae Jane trên Eye For Film chấm bộ phim 4/5 sao cùng lời bình"sự hoán đổi, hài hước, hấp dẫn, dí dỏm và sâu sắc, nó khoét sâu vào phần thâm tâm tàn nhẫn của tuổi vị thành niên". Warner Sharuna trên AVForums dành cho bộ phim số điểm 8/10 cùng nhận xét"Dáng hình thanh âm là hài hước và trái tim ấm áp với một thông điệp rõ ràng về sự công nhận, chuộc lỗi và ý nghĩa tình bạn. Ở đây không hề có những con vật biết nói với bộ lông mềm mượt dễ thương hoặc phong cách Ghibli giả tưởng bởi vì nó [bộ phim] không cần đến chúng. Đó là một bộ phim hợp nhất với những mãnh liệt và nhiều điều giản đơn, ngay cả khi nó chưa có cách giải quyết trọn vẹn phần kết thúc thì vẫn sẽ mang bạn đến với cảm giác giống như bạn đã xem được một bộ phim thực sự hay và hài lòng".
Clarke Jeremy trên DMovies chấm bộ phim 4/5 sao với lời bình"đó là bộ phim rất xấu xa nhưng là xấu xa ở trong thâm tâm dưới sự quan sát ngay tại đây. Một tác phẩm đòi hỏi sự khắt khe và nhiều thách thức. Nó cũng là một tác phẩm hoạt hình phi thường và đột phá, không giống như bất kỳ thứ gì khác mà bạn có thể thấy trên màn ảnh năm nay". Roxy Simons của easternKicks chấm bộ phim 4,5/5 sao kèm nhận định"một phim chính kịch cảm động, một cái nhìn vào sự lo lắng và nỗi phiền muộn của tuổi thiếu niên thông qua ống kính tình bạn chớm nở giữa Shoya và Shoko, thuật lại theo một cách mà thật khó để biết khi nào sẽ cười hoặc khóc khi câu chuyện phát triển". Xavier Leherpeur trên L'Obs phân tích"việc lựa chọn hoạt họa cũng như cách dựng phim chính xác cho phép đưa ra một chủ đề phổ quát và một ấn tượng mỹ học kết nối tới những xúc cảm phức tạp". Renaud Baronia trên Le Parisien chấm 4/5 sao, phân tích rằng"thông minh và được dựng phim theo hướng hoang mang và thu mình, bộ phim nổi bật bởi đồ họa rất sáng tạo, đạo diễn đưa vào nhiều hiệu ứng hiện đại táo bạo và âm nhạc lôi cuốn, nơi chúng ta có thể nghe thấy một bài hát đặc biệt của The Who". Mathieu Macheret trên Le Monde khen ngợi bộ phim"vượt xa chủ đề của chính nó vẽ lên, rộng lớn hơn, chân dung của một thế hệ trẻ Nhật Bản". Malige Alexia của L'Info Tout Court chấm bộ phim 6/10 và nhận xét"quấy rối học đường, chối bỏ người khuyết tật và tội lỗi. Những chủ đề kích động đã được khơi gợi lên bởi Yamada Naoko nhưng không may cách xử lý với sự tách rời quá nhiều. Câu chuyện vẫn đẹp đẽ, mạnh mẽ, dữ dội nhưng chưa bao giờ thực sự chạm vào chúng ta". Stéphane Dreyfus trên La Croix cho rằng"mặc dù bộ phim có tính hài kịch tình huống hiệu quả và cách dựng phim sáng tạo bằng khung hình kỹ lưỡng cùng với những ý tưởng hiệu ứng ấn tượng, bộ phim kết thúc buồn chán, thậm chí bực mình vì sự bất lực của cậu ta trong cách giải quyết".

#### Úc
Paatsch Leigh của tờ Herald Sun đánh giá bộ phim 4/5 sao với nhận xét"phần thiết kế âm thanh bao quanh đáng kinh ngạc ở bức tranh được sử dụng để truyền đạt thế giới nội tâm cô độc của Nishimiya Shōko kết hợp với một điểm số âm nhạc tuyệt vời đã làm nổi bật lên một sự thành công mạnh mẽ trên tất cả mọi phương diện". Nhà phê bình phim Stratton David trên The Australian bình luận"cách giải quyết của đạo diễn Yamada Naoko là tinh tế và phần hoạt họa tuyệt đẹp", đồng thời cho bộ phim số điểm 3,5/5 sao. Ward Sarah trên ArtsHub dành cho bộ phim số điểm 4/5 sao với nhận xét"một bức chân dung trưởng thành nhiều cảm xúc và chính trị trường học song hành mà không đề cập đến một sự liên kết phổ quát toàn cầu nào". Trên The Reel Bits, Gray Richard chấm bộ phim 4,5/5 sao và khen ngợi"một câu chuyện đẹp đẽ và ấn tượng của cơ hội lần thứ hai cùng những bất ổn bên trong, phản ánh lên những tương tác ở tuổi vị thành niên, bắt nạt và khái niệm giá trị bản thân". Tuy nhiên, Wilson Jake trên tờ The Age đánh giá bộ phim 2,5/5 sao và cho rằng"đối với một bộ phim có nhiều hơn một nhân vật dự định tự sát, Dáng hình thanh âm là sự im lặng kỳ quặc, thiếu vắng tác động cảm xúc là lý do được cho là khiến nó trở nên như vậy".

#### Mỹ Latinh
Urrutia Cristina trên IGN nhiệt liệt ngợi khen với số điểm 9,6/10,"Dáng hình thanh âm nói về một câu chuyện hiện thực, mô phỏng lại rất nhiều vấn đề ngày nay từ nhiều góc nhìn khác biệt. Tất cả những điều này đã được thể qua cách dẫn chuyện sáng tạo, tập trung vào phần hoạt họa tuyệt đẹp cùng cách xử lý ánh sáng xuất sắc. Chắc chắn là bạn không thể kìm lại những giọt nước mắt và bạn không thể làm được, hãy thưởng thức nó". Trên Cine Premiere, Vélez Julio chấm bộ phim 4/5 sao kèm lời bình"Dáng hình thanh âm là một chuyến tàu lượn siêu tốc của cảm xúc. Hoạt họa và tạo hình tuyệt vời, cùng với diễn xuất xuất sắc trong ngôn ngữ gốc của họ". Rosales Santos Rafael trên Konexión tại México chấm bộ phim 8,5/10 cùng lời khen ngợi"một bộ phim mà bạn phải tạo cho chính bản thân cơ hội để xem và bạn sẽ không hối tiếc với nó, bạn có thể yêu thích nó hoặc nó sẽ làm tổn thương bạn và làm cho bạn cảm thấy khó chịu nhưng cuối cùng bạn sẽ không thể thờ ơ được". Trên Siete24, P. Székely Mario nhận xét"một viên ngọc hoạt hình thực sự. Những điều đã từng được bắt gặp trong loạt phim 13 Reasons Why (Netflix) sẽ đưa đến một cách nhìn khác về thế giới của vấn nạn bắt nạt cùng với trí tò mò tương đồng cho đến tính kịch đầy thi vị". Juárez Hugo trên Chilango chấm bộ phim 4/5 sao và viết"những hình ảnh của Dáng hình thanh âm đã dẫn chúng ta vào một chuyến hành trình không bao giờ ngừng với những nét đặc biệt (bầu không khí thơ mộng, hài kịch nhẹ nhàng, những cú nhảy thời gian) nhưng vào nhiều thời điểm lại trở nên quá nghiêm trọng và khoảng lặng được sử dụng để làm nổi bật hơn nữa nhiều khoảnh khắc của sự phản chiếu và cảm giác; đặc biệt vào phần cuối, nơi tất cả mọi thứ trở nên dày đặc hơn, tĩnh tâm và biểu tượng". Porta Fouz Javier của La Nación tại Argentina khen ngợi"với những hiệu ứng thị giác sáng tạo và nhạy cảm, cùng các chủ đề có thể được tìm thấy bên trong tác phẩm văn học của nhà văn Murakami Haruki như một hồn ma tự sát hay nỗi ám ảnh với một cô gái từ quá khứ; đạo diễn Yamada Naoko nổi bật lên như là một trong những tên tuổi lớn hiện tại và tương lai của thế giới hoạt hình Nhật Bản rộng lớn". Rubio Jesús trên La Voz del Interior chấm bộ phim 2/5 sao và bày tỏ sự lo lắng"thoạt nhìn thì có vẻ như đây là một bộ phim cảm động và sâu sắc nhưng sự thật là nó đập tan đi một tiếng nói tự bảo vệ bản thân và dường như lại khuyến khích những đứa trẻ thất vọng với các vấn đề giao tiếp.[...] Có lẽ vấn đề lớn nhất của bộ phim chính là thái độ phản động của nó làm nguyên nhân khiến cho các nhân vật bị hướng theo một mặc cảm tội lỗi chồng chất dối trá mà không đi sâu vào những nguyên nhân thực sự".